# Todelar Radio
Todelar Radio, anteriormente conocido como Todelar Cadena Nacional o Circuito Todelar de Colombia, es un conglomerado de radio colombiano fundada en 1953 por Bernardo Tobón de la Roche en la ciudad de Cali. 
Desde su fundación hasta el 16 de enero de 2017, su estación principal era Radio Continental en Colombia, cuya frecuencia 890 AM fue vendida a una congregación religiosa. 
Las estaciones que conforman Todelar son operadas por la Alianza Integral COM S.A.S y comercializadas por Advanced Media S.A.S.

## Toponimia
El nombre de Todelar se deriva de las iniciales como Todos de la Radio y Tobón de la Roche que con los apellidos de los fundadores.

## Historia
Fue fundada el 28 de noviembre de 1953 en Cali, por los hermanos Bernardo y Jaime Tobón de la Roche.
Durante la década de 1960, a través de la estación Radio Cordillera, dirigida por Guillermo Hinestroza, apoyó el desarrollo del rock colombiano. Su principal programa fue El club del clan, que apoyaba los conjuntos como Los Rebeldes, y solistas como Vicky, Claudia, Mariluz, Alonso Palacio, Beto Adriano, Freddy Wilson, Las Mellizas, y el compositor Brando Ortiz, entre otros, inspirado en una versión similar en Argentina.
Durante la década de los 70, las estaciones de radio como: Radio Tequendama y Emisora Monserrate eran las más destacadas del conglomerado, cuyo personaje era una mascota llamada, Pompín, creado por Gonzalo Ayala quien fue el lanzadiscos (disc jockey) más recordado en la radio colombiana.
Hasta finales de los años 80, Radio Continental era la emisora de noticias de mayor audiencia en el país. 
Radio Tequendama y Emisora Monserrate fueron adquiridas posteriormente por RCN Radio. 
La Voz de Bogotá fue una de las estaciones de baladas en español de mayor audiencia, junto a las otras emisoras como La Voz de Colombia, que eran propiedad de Caracol Radio. Con el paso del tiempo, las emisoras de baladas se migraron a las emisoras en  FM. 
A principios de la década de 1990, Todelar estaba en desventaja financiera frente a las cadenas de radio como: Caracol Radio y RCN Radio, las cuales pertenecían a grandes conglomerados: el Grupo Santodomingo (que luego vendió sus emisoras al grupo de comunicaciones español Prisa), y la Organización Ardila Lülle, respectivamente. Estas dos cadenas obtuvieron un gran número de frecuencias en FM asignadas por el gobierno (particularmente en 1998) o adquiridas a pequeños empresarios radiales, mientras que Todelar no dispuso de nuevas frecuencias.
Hacia diciembre de 1994, Todelar posee la emisora de La X (anteriormente llamada Todelar Estéreo), la cual se transmite en Bogotá con programación compuesta por música contemporánea en inglés, mientras que sus estaciones en Cali y Medellín se emiten música electrónica y pop.
Todelar también fue propietaria de la emisora La Z, cuya programación por varios años ha sido exclusivamente de salsa. Sin embargo, ha tenido variaciones en su formato, primero siendo crossover, luego transicionando a la música urbana y después agregando más géneros en su oferta como el reguetón, la salsa y música popular colombiana en especial en Cali, mientras que en Medellín fue relanzada como La Z Urbana en diciembre de 2012, siendo la primera de sus emisoras en enfocarse en música rap y reguetón. Además, en la frecuencia 92.9 FM de Bogotá, La Z se lanzó primero como Sonorama Stereo, la cual fue reemplazada por La Z Salsa y, tras varios años, relanzada nuevamente como La 92. Pues allí se emitía canciones de géneros dance y rap en español. No obstante, la emisora La Z en aquella ciudad fue renombrada a El Sonido de la Ciudad, posteriormente a La 92 y finalmente fue alquilada a la Organización Radial Olímpica (ORO). Bajo la gestión de esta última empresa, la estación pasó a formar parte de la emisora MIX, de música urbana, el 30 de octubre de 2020.  
A finales de 2021, la emisora La Z Urbana en Medellín salió del aire, el cual su gestión pasara a manos de empresarios independientes el cual se emite la emisora Brutal conservando el género musical urbano y el 1 de agosto de 2022 La Z en Cali salió del aire, cuya frecuencia fue alquilada a la Organización Radial Olímpica (ORO). pasando a formar parte de la emisora MIX, de música urbana el cual estuvo al aire por varios años en la frecuencia 102.5 FM.  
El Noticiero Todelar de Radio Continental estuvo en funcionamiento hasta el 20 de diciembre de 2016, bajo la dirección de Edgar Artunduaga.
El 16 de enero de 2017, Radio Continental desaparece y el dial 890 AM en Bogotá fue comprada por la comunidad protestante de la Iglesia Manantial de Vida Eterna, la cual también es dueña de Cadena Radial Vida.
Desde 2017, su estación principal es La Voz de Bogotá (HJCS), la cual transmite por la frecuencia 930 kHz de la banda AM de la ciudad de Bogotá.
El 14 de marzo de 2025 a las 10 p. m. cesó sus emisiones la emisora La Voz Del Galeras que se emitía desde San Juan De Pasto - Nariño.

## El Noticiero Todelar
El noticiero Todelar, el cual fue trasmitido por última vez el 20 de diciembre de 2016, fue dirigido por José Fernando Porras y se transmitía desde los estudios de La Voz de Bogotá. 
El Noticiero Todelar también se emitían por las emisoras de Todelar como: La Voz de Cali (Cali) (como Noticiero Todelar del Valle) y Radio Continental (Bogotá).

## Emisoras

### Bogotá
| Nombre           | Frecuencia | Código |
| ---------------- | ---------- | ------ |
| La Voz de Bogotá | 930 AM     | HJCS   |
| La X             | 103.9 FM   | HJVU   |

### Medellín
| Nombre                | Frecuencia | Código |
| --------------------- | ---------- | ------ |
| La Voz del Río Grande | 910 AM     | HJDO   |
| La Ochentera          | 91.9 FM    | HJTO   |
| La X                  | 103.9 FM   | HJG54  |

### Cali
| Nombre           | Frecuencia | Código |
| ---------------- | ---------- | ------ |
| La Voz de Cali   | 900 AM     | HJEY   |
| La Voz del Valle | 780 AM     | HJZG   |
| La X             | 96.5 FM    | HJSQ   |

## Emisoras desaparecidas

### Bogotá
| Nombre            | Frecuencia | Código | Periodo                     |
| ----------------- | ---------- | ------ | --------------------------- |
| Radio Continental | 890 AM     | HJCE   | 1990-2017                   |
| Radio Continental | 930 AM     | HJCS   | 1953-1990                   |
| Radio Cordillera  | 1190 AM    | HJCV   | 1953-2022                   |
| Radio Única       | 1280 AM    | HJKN   | Hasta el 3 de enero de 2016 |
| La Z              | 92.9 FM    | HJST   | 1982-2013                   |
| Todelar Estéreo   | 103.9 FM   | HJVU   | 1982-1994                   |
| La 92             | 92.9 FM    | HJST   | 2013-2020                   |

### Medellín
| Nombre             | Frecuencia | Código | Periodo    |
| ------------------ | ---------- | ------ | ---------- |
| Ecos de la Montaña | 790 AM     | HJDC   | 1935-1966  |
| Emisora Claridad   | 1020 AM    | HJDQ   | 1953-2024  |
| Radio Única        | 1050 AM    | HJDR   | Hasta 2017 |
| Radio Nutibara     | 1170 AM    | HJKW   | Hasta 2023 |
| Radio Popular      | 1470 AM    | HJII   | Hasta 2016 |
| La Z               | 91.9 FM    | HJTO   | 1983-2021  |

### Cali
| Nombre       | Frecuencia | Código | Periodo   |
| ------------ | ---------- | ------ | --------- |
| Radio Calima | 940 AM     | HJGB   | 1953-2024 |
| Radio Eco    | 1080 AM    | HJJF   | 1976-2018 |
| Radio Única  | 1160 AM    | HJEV   | 1966-2018 |
| La Z         | 101.5 FM   | HJVT   | 1982-2022 |

### Resto del país
| Nombre                 | Ciudad              | Frecuencia | Código | Periodo                           |
| ---------------------- | ------------------- | ---------- | ------ | --------------------------------- |
| Radio Luna             | Palmira             | 1320 AM    | HJNK   |                                   |
| Emisora Riomar         | Barranquilla        | 1130 AM    | HJAC   | Hasta el 20 de diciembre de 2019  |
| Radio Bucarica         | Bucaramanga         | 1050 AM    | HJGU   | Hasta el 12 de diciembre del 2017 |
| Radio Sonorama         | Bucaramanga         | 1340 AM    |        |                                   |
| Radio Única            | Bucaramanga         | 1340 AM    |        | Hasta agosto de 2020              |
| La Voz de las Antillas | Cartagena de Indias | 1300 AM    | HJOG   | Hasta el 2 de enero de 2016       |
| La Voz del Galeras     | Pasto               | 1010 AM    | HJBN   | Hasta el 14 de marzo de 2025      |
| La Voz de Belalcázar   | Popayán             | 1430 AM    | HJEG   |                                   |
| Transmisora Surandes   | Andes               | 1100 AM    | HJGQ   | Hasta el 30 de junio de 2025      |

## Emisoras afiliadas
| Nombre          | Ciudad      | Frecuencia | Código | Periodo       |
| --------------- | ----------- | ---------- | ------ | ------------- |
| Radio Morgan    | San Andrés  | 1260 AM    | HJHU   |               |
| Radio Rodadero  | Santa Marta | 1480 AM    | HJOD   |               |
| Radio Sincelejo | Sincelejo   | 1460 AM    | HJAL   |               |
| Radio Guatapurí | Valledupar  | 740 AM     | HJNS   | 1966-presente |
| La Voz de Yopal | Yopal       | 750 AM     | HJLH   | 1976-presente |
| La Voz de Yopal | Yopal       | 105.3 FM   | HJI72  | 1976-presente |